# 月曜ゴールデン
『月曜ゴールデン』（げつようゴールデン）は、TBS系列で、2006年4月3日から2016年3月28日まで毎週月曜日の21:00 - 22:54に放送されていた2時間ドラマ枠。

## 概略
2006年4月3日に番組名を『月曜ミステリー劇場』から、『月曜ゴールデン』に変更。
放送開始当初から2011年までは、2時間ドラマに加えて年数回映画（主に邦画が中心）や格闘技を中心としたスポーツ中継、ドキュメンタリーなども放送してきた単発特別番組枠でもあった。
基本的にサスペンスドラマを中心とした編成であるが、人物ものや実録ものといった単発の作品を放送する場合もあった。
2016年3月28日をもって本枠は終了となり、同年4月11日から、『月曜名作劇場』と枠名が改名され、従来の2時間サスペンスの人気シリーズ、名作シリーズのほか、単発ドラマや映画（主に邦画が中心）、バラエティー特別企画なども放送される。また、この番組枠で万引きGメンシリーズは完結した。

## 放映作品

### シリーズ作品

#### 『月曜ミステリー劇場』以前から継続のシリーズ
- 十津川警部シリーズ（第37作 - 第54作） 原作：西村京太郎 / 主演： 渡瀬恒彦、伊東四朗 / 製作：テレパック
- 浅見光彦シリーズ（第22作 -第35作 ） 原作：内田康夫 / 主演：沢村一樹 → 速水もこみち / 製作：テレパック、TBS ※連続ドラマ化されたこともある。
- 名探偵キャサリン（第15作〈全15作〉） 原作：山村美紗 / 主演：かたせ梨乃 / 製作：テレパック
- 万引きGメン・二階堂雪（第14作 - 第20作〈全20作〉） 主演：木の実ナナ / 製作：ユニオン映画、TBS
- 税務調査官・窓際太郎の事件簿（第14作 -第29作 ） 主演：小林稔侍 / 製作：Joker、TBS
- 弁護士高見沢響子（第8作 - ） 主演：市原悦子 / 製作：TBS、東阪企画
- 女子刑務所東3号棟（第7作、第8作〈全8作〉） 主演：泉ピン子 / 製作：TBS
- 探偵 左文字進（第10作 - 第16作） 原作：西村京太郎 / 主演：水谷豊 / 製作：テレパック
- おばさん会長・紫の犯罪清掃日記!ゴミは殺しを知っている（第7作、第8作） 主演：中村玉緒、さとう珠緒 / 製作：ファインエンターテイメント
- 示談交渉人甚内たま子裏ファイル（第5作、第6作〈全6作〉） 原作：柳原三佳、浦野道行 / 主演：渡辺えり子 / 製作：Joker、TBS
- 自治会長・糸井緋芽子社宅の事件簿（第8作、第9作〈全9作〉） 主演：泉ピン子 / 製作：ザ・ワークス
- 上条麗子の事件推理（第5作 - ） 主演：眞野あずさ / 製作：TSP
- 森村誠一サスペンスシリーズ（第6作、第7作〈全7作〉） 原作：森村誠一 / 主演：三浦友和 / 製作：TBS、スイート・ベイジル
- 世直し公務員ザ・公証人（第7作 - 第12作） 主演：渡瀬恒彦 / 製作：TBS、オセロット
- 女タクシードライバーの事件日誌（第4作 - ） 主演：余貴美子 / 製作：TBS・ノアズ
- 女金融道シリーズ（第3作） 主演：中村玉緒 / 製作：TBS、ファインエンターテイメント
- 捜し屋★諸星光介が走る!（第3作 - ） 主演：船越英一郎 / 製作：東宝株式会社、TBS
- 財務捜査官 雨宮瑠璃子（第3作 - ） 主演：浅野ゆう子 / 製作：ファインエンターテイメント、TBS
- 血痕 警科研・湯川愛子の鑑定ファイル（第2作 - ） 主演：竹下景子 / 製作：TBS、東阪企画
- 警視庁三係・吉敷竹史の殺人捜査シリーズ（第3作、第4作〈全4作〉） 原作：島田荘司 / 主演：鹿賀丈史 / 製作：ケイファクトリー、TBS
- パートタイム裁判官（第2作〈全2作〉） 主演：水谷豊 / 製作：TBS、オセロット
- 狩矢警部シリーズ（第2作 -第15作 ） 原作：山村美紗 / 主演：船越英一郎 / 製作：TBS、東映

#### 『月曜ゴールデン』から開始のシリーズ
- 占い師みすず 事件は運命の彼方に（全3作） 主演：岡江久美子 / 製作：国際放映、TBS
- 離婚妻探偵（全2作） 主演：杉田かおる、沢田亜矢子、雛形あきこ / 製作：大映テレビ、TBS
- ご近所探偵・五月野さつき（全4作） 原作：ジル・チャーチル、主演：片平なぎさ / 製作：ケイファクトリー、TBS
- 駅弁刑事・神保徳之助 - 主演：小林稔侍、小林健 / 製作：Joker・TBS ※月曜ゴールデンから開始のシリーズ最長最多作品
- おふくろ先生の診療日記 - 主演：泉ピン子 / 製作：毎日放送、TBS
- 弁護士 一之瀬凛子（全3作） - 主演：高島礼子 / 製作：TBS・ドリマックステレビジョン
- 刑事シュート しゅうと&ムコの事件日誌 - 主演：北大路欣也、石垣佑磨 / 製作：ホリプロ、TBS
- 萬屋長兵衛の隅田川事件ファイル（全2作） - 主演：里見浩太朗 / 製作：G・カンパニー、TBS
- 湯けむりバスツアー 桜庭さやかの事件簿 - 主演：萬田久子 / 製作：MMJ、TBS
- 赤かぶ検事奮戦記 - 原作：和久峻三 / 主演：中村梅雀 / 製作：松竹株式会社、TBS ※連続ドラマ化されたこともある。
- 緑川警部シリーズ - 主演：西岡徳馬 / 製作：国際放映、TBS
- 警視庁南平班〜七人の刑事〜 - 原作：鳥羽亮 / 主演：村上弘明 / 製作：TBS、スイート・ベイジル
- 美食カメラマン 星井裕の事件簿 - 原作：柏木圭一郎 / 主演：高嶋政伸 / 製作：ユニオン映画、TBS
- 遺品整理人 谷崎藍子 - 主演：高畑淳子 / 製作：毎日放送、TBS
- イソベン・里村タマミの事件簿 - 原作：夏樹静子 / 主演：沢口靖子 / 製作：TBS、東阪企画
- 警視庁機動捜査隊216 - 主演：沢口靖子 / 製作：ユニオン映画、TBS
- 釣り刑事 - 主演：中村梅雀 / 製作：G・カンパニー、TBS
- 女取調官 - 原作：笹沢左保 / 主演：賀来千香子 / 製作：TSP・TBS
- 警視庁心理捜査官・明日香 - 原作：黒崎視音 / 主演：泉ピン子 / 製作：近代映画協会、TBS
- 新・示談交渉人 裏ファイル - 原作：柳原三佳、浦野道行 / 主演：高畑淳子 / 製作：ジョーカー、TBS
- 警視庁鑑識課〜南原幹司の鑑定〜 - 主演：中村雅俊 / 製作：アズバーズ、TBS
- ヤメ判 新堂謙介 殺しの事件簿 - 主演：橋爪功 / 製作：オセロット、TBS
- ヤメ刑探偵 加賀美塔子 - 主演 : 片平なぎさ / 製作：ケイファクトリー、TBS
- 北海道警察 - 原作：佐々木譲 / 主演：財前直見 / 製作：TBS、スイート・ペイジル
- 医師・円城寺修 - 主演：渡瀬恒彦 / 製作：ニューウェーヴ、TBS
- 警視・深町征爾 - 主演：舘ひろし / 製作：ニューウェーヴ、TBS
- 伝説の監察医 オニグマの事件簿 - 主演：市村正親 / 製作：ホリプロ、TBS
- ホームドクター・神村愛 - 主演：市原悦子 / 製作：大映テレビ、TBS
- 猫弁 - 原作：大山淳子 主演：吉岡秀隆 / 製作：TBS
- 守護神・ボディーガード 進藤輝 - 主演：寺脇康文 / 製作：TBS
- 世田谷駐在刑事 - 原作：濱嘉之 / 主演：哀川翔 / 製作：TBS
- 山岳刑事 - 原作：梓林太郎 / 主演：徳重聡 / 製作：テレパック、TBS
- 捜査指揮官 水城さや - 主演：小池栄子 / 製作：TBS、ユニオン映画
- 家庭教師が解く! 主演：菊川怜 / 製作：TBS、オスカープロモーション
- オバベン -京都ふたりの女弁護士- - 主演：羽田美智子 / 製作：TBS、東映
- 魔性の群像 刑事・森崎慎平 - 原作：森村誠一 / 主演：小泉孝太郎 / 製作：TBS、俳優座
- 制服捜査 - 原作：佐々木譲 / 主演：内藤剛志 / 製作：TBS、東映
- 縁側刑事 - 主演：藤竜也 / 製作：TBS、IVSテレビ制作
- 信濃のコロンボ - 原作：内田康夫 / 主演：寺脇康文 / 製作：TBS、ジニアス
- 刑事夫婦 主演：鈴木砂羽 / 製作：TBS、大映テレビ
- このミステリーがすごい! ベストセラー作家からの挑戦状 ※第1作は別枠で放送。
- MOZUスピンオフ 大杉探偵事務所 - 原作：逢坂剛 / 主演：香川照之、伊藤淳史 / 製作：TBS、WOWOW
- 銭の捜査官 西カネ子 - 原作：萩生田勝 / 主演：真矢ミキ / 製作：オスカープロモーション

### 単独作品
- サスペンス特別企画　黙秘（2006年8月14日） 主演：渡部篤郎 / 主題歌：森山直太朗「約束」/ 製作：ニューウェーヴ
- どケチ弁護士・山田播磨の温泉事件記（2006年11月13日） 主演：武田鉄矢 / 製作：オドボーラーズ
- 和田アキ子殺人事件（2007年2月） 主演：和田アキ子 / 製作：TBS
- 遠い国から来た男（2007年7月） 主演：仲代達矢 / 製作：テレパック、TBS
- ベビーシッターの危険な好奇心（2007年11月12日） 主演：伊藤蘭 / 製作：TBS、大映テレビ
- 冠婚葬祭探偵（2007年11月26日） 主演：中村玉緒 / 製作：TBS、ファインエンターテイメント
- 夜の終る時（2007年12月10日） 原作：結城昌治 / 主演：岸谷五朗 / 製作：TBS、ザ・ワークス
- 松本清張スペシャルドラマ・塗られた本（2007年12月17日） 原作：松本清張 / 主演：沢口靖子 / 製作：ドリマックス・テレビジョン、TBS
- 追跡〜失踪人捜査官・石森新次郎（2008年1月） 主演：内藤剛志 / 製作：TBS、梟雄舎
- 女教師探偵・西園寺リカの殺人ノート（2008年5月12日） 主演：菊川怜 / 製作：TBS、ザ・ワークス
- 内藤大助物語 〜いじめられっ子のチャンピオンベルト〜（2008年7月28日） 原作：内藤大助 / 主演：伊藤淳史 / 制作：TBS、スイート・ペイジル
- 法廷サスペンスSP
  - 赤かぶ検事奮戦記 京都転勤篇（2009年5月）
  - 家族〜あなたに死刑が宣告できますか?〜（2009年5月） 原作：小杉健治 / 主演：大塚寧々 / 製作：TBS、ザ・ワークス
  - 量刑（2009年5月25日） 原作：夏樹静子 / 主演：高橋英樹 / 製作：ユニオン映画、TBS
  - 二重裁判（2009年6月） 原作：小杉健治 / 主演：蓮佛美沙子 / 製作：Joker、TBS
- 笑顔〜15年目の嘘〜（2009年12月） 主演：石黒賢 / 製作：IVSテレビ制作、TBS
- おんな風らいマジシャン・マリコの殺人事件簿（2010年2月15日） 原作：高橋正樹 / 主演：若村麻由美 / 製作：TBS、C.A.L
- ガラスの牙 熱血DJ保護司・権藤明子〜涙の少年少女観察日記（2010年3月8日） 主演：高畑淳子 / 制作：TBS、中部日本放送
- 無敵のおばさん小早川千冬・正義の事件簿（2010年6月28日） 主演：高畑淳子 / 製作：TBS、大映テレビ
- 大家だけが知っている!〜幸多福子の下町事件簿〜（2010年8月） 主演：渡辺えり / 製作：The icon、TBS
- 沈黙の法廷・赤と黒（2010年8月30日） 主演 : 浅野温子 / 製作：TBS、国際放映
- 警部・柘植京介（2010年9月） 主演 : 舘ひろし / 製作：ニューウェーヴ、TBS
- 内部調査官・水平直の報告書（2011年1月） 主演 : 木村佳乃 / 製作：テレパック、TBS
- 特別企画　私は屈しない〜特捜検察と戦った女性官僚と家族の465日（2011年1月） 原作：江川紹子・村木厚子 / 主演：田中美佐子 / 製作著作：TBS
- 人間再生・工場長 岡田岩児（2011年7月） 主演 : 武田鉄矢 / 製作：国際放映、TBS
- 警視庁再犯防止課 真崎英嗣（2011年8月1日） 主演 : 谷原章介 / 製作：ジ・アイコン、TBS
- 正義の証明（2011年9月26日） 原作：森村誠一 / 主演：吉田栄作 / 製作：俳優座、TBS
- 看取りの医者・バイク母さんの往診日誌（2011年12月5日） 原作：平野国美 / 主演：大竹しのぶ / 製作：大野木オフィス、TBS
- 船上パーサー・氷室夏子（2012年8月6日） 主演：戸田恵子 / 製作：テレパック、TBS
- 漬けモノ学者・竹之内春彦（2012年9月10日） 原作：秋月達郎 / 主演：中村雅俊
- ダブルフェイス 潜入捜査編（2012年10月15日） 主演：西島秀俊、香川照之 / 製作：TBS、WOWOW
- さすらいのプラチナワゴン 〜歌手・美波丈太朗の事件簿〜（2012年12月3日） 主演：里見浩太朗 / 製作：TBS、C.A.L
- 松本清張没後20年スペシャル 寒流（2013年1月14日） 原作：松本清張 / 主演：椎名桔平 / 製作：TBS、テレパック
- 女医・早乙女美砂（2013年2月4日） 主演：真矢みき / 製作：TBS、テレパック
- 京都殺人授業（2013年2月18日） 主演：橋爪功 / 製作：TBS、東映
- 特捜弁護士・橘竜太郎（2013年6月10日） 原作：姉小路祐 / 主演：吉田栄作 / 製作：TBS、俳優座
- 特別企画 SRO 警視庁広域捜査専任特別調査室（2013年12月9日） 原作：富樫倫太郎 / 主演：木村佳乃 / 製作：TBS、テレパック
- 特別企画 恋（2013年12月16日） 原作：小池真理子 / 主演：石原さとみ / 製作：TBS、ホリプロ
- ツインズ 〜早乙女兄弟の推理日誌〜（2014年1月27日） 主演：小日向文世 / 製作：TBS、大映テレビ
- 産科医 和泉凛（2014年3月17日） 主演：黒木瞳 / 製作：大野木オフィス
- 特別企画 隣の女（2014年5月19日） 原作：佐野洋 / 主演：一路真輝
- 芸者弁護士 藤波清香（2014年6月23日） 原作：和久峻三 / 主演：高島礼子 / 製作：C.A.L
- 特別企画 全盲の僕が弁護士になった理由（2014年12月1日） 原案：大胡田誠 / 主演：松坂桃李 / テレパック
- 検事・霧島三郎（2014年12月15日） 原作：高木彬光 / 主演：柳葉敏郎 / 製作：ファイン
- 女流ミステリー作家 薬師寺叡子 京都殺人ダイアリー（2015年2月9日） 主演：財前直見 / 製作：大映テレビ
- 新 法廷荒らし 猪狩文助（2015年3月16日） 原作：和久峻三 / 主演：柄本明 / 製作：国際放映
- スクープ 遊軍記者・布施京一（2015年6月15日） 原作：今野敏 / 主演：上川隆也 / 製作：ドリマックス・テレビジョン
- 特別企画 影の地帯（2015年7月6日） 原作：松本清張 / 主演：谷原章介 / 製作：ドリマックス・テレビジョン
- SP 八剱貴志（2015年8月31日） 主演：舘ひろし / 製作：オスカープロモーション
- 検察事務官 黒ユリ（2016年2月22日） 主演：岡江久美子 / 製作：国際放映
- 民間科捜研 桐野真衣の殺人鑑定（2016年3月14日） 原作：秦建日子 / 主演：国仲涼子 / 製作：TBS、東宝

ほか

### ドラマ以外の月曜ゴールデン単独作品
- 世界初公開!エジプト再発見!謎の古代文字と太陽の船が語る ピラミッド 新たな真実 緊急解明SP （2012年7月16日）出演：吉村作治、田中直樹、知花くらら 製作：TBS、RKB毎日放送（ドキュメンタリー、教養）

### 月曜ゴールデン冠なし作品
通常は月曜ゴールデンの放送枠でありながら、単に特別ドラマとして放送された作品に以下のものがある。
- メッセージ〜伝説のCMディレクター・杉山登志〜（2006年8月28日） 主演：藤木直人 / 製作：毎日放送
- 君が光をくれた[注 2]（2006年12月4日）主演：和久井映見
- 彗星物語[注 2]（2007年12月3日）原作：宮本輝 / 主演：田中好子 / 製作：The icon、TBS
- あるがままの君でいて [注 2]（2008年11月24日) 主演：堺雅人 / 製作：ドリマックス・テレビジョン、TBS
- そうか、もう君はいないのか（2009年1月12日） 原作：城山三郎 / 主演：田村正和、中村勘太郎 / 製作：TBS、BS-i
- いのちの島[注 2]（2009年11月23日） 主演：永作博美 / 製作：MMJ、TBS
- 夏樹静子・作家40周年記念サスペンス特別企画 Wの悲劇（2010年1月11日） 原作：夏樹静子 / 主演：菅野美穂 / 製作：テレパック、TBS
- 明日もまた生きていこう（2010年10月25日） 原作：横山友美佳 / 主演：相武紗季 / 製作：テレパック、TBS
- 屋上のあるアパート[注 3]（2011年3月21日） 原作：阿川佐和子 / 主演：長澤まさみ / 製作：The icon、TBS
- 悪女について（2012年4月30日） 原作：有吉佐和子 / 主演：沢尻エリカ / 製作：TBS
- 金子みすゞ物語〜みんなちがってみんないい〜 （2012年7月9日） 主演：上戸彩 / 製作：TBS
- 橋田壽賀子ドラマスペシャル 妻が夫をおくるとき（2012年7月23日） 主演：岸本加世子 / 製作：ドリマックス・テレビジョン、TBS
- 渡る世間は鬼ばかり 単発スペシャル
  - 渡る世間は鬼ばかり ただいま!!2週連続スペシャル 前編（2012年9月17日）製作：TBS
  - 渡る世間は鬼ばかり ただいま!!2週連続スペシャル 後編（2012年9月24日）製作：TBS
  - 渡る世間は鬼ばかり 2013年二時間スペシャル 前編（2013年5月27日）製作：TBS
  - 渡る世間は鬼ばかり 2013年二時間スペシャル 後編（2013年6月3日）製作：TBS
- 図書館戦争 BOOK OF MEMORIES（2015年10月5日）原作：有川浩 / 主演：岡田准一 / 製作：TBS
- 赤めだか（2015年12月28日）原作：立川談春 / 主演：二宮和也・ビートたけし / 製作：TBS

### 宮部みゆき・4週連続 “極上”ミステリー
2012年5月にTBSスペシャルドラマとして、月曜ゴールデン枠の歴史上初の、一人の作家の原作4作品を4週連続でドラマ化放送する企画。この年デビュー25周年を迎えた宮部みゆきの、幅広いジャンルの作品からミステリー4作品が選ばれた。
- 第一夜 理由（2012年5月7日） 主演：寺尾聰 / 製作著作：TBS / 制作協力：大映テレビ
- 第二夜 スナーク狩り（2012年5月14日） 主演：伊藤淳史 / 製作：TBS / 制作協力：ドリマックス・テレビジョン
- 第三夜 長い長い殺人（2012年5月21日） 主演：長塚京三（2007年WOWOWドラマW作品）
- 最終夜 レベル7（2012年5月28日） 主演：玉木宏 / 製作：TBS / 制作協力：ドリマックス・テレビジョン

## 放送リスト

### 2006年
| 回数 | 放送日   | タイトル                                              | 話数                                | 主演                  | 原作       | 脚本            | 監督       | 制作               |
| ---- | -------- | ----------------------------------------------------- | ----------------------------------- | --------------------- | ---------- | --------------- | ---------- | ------------------ |
| 1    | 4月17日  | 上条麗子の事件推理                                    | 5                                   | 眞野あずさ            | -          | 外村朋子        | 鷹森立一   | TSP                |
| 2    | 4月24日  | 森村誠一サスペンスシリーズ                            | 6                                   | 三浦友和              | 森村誠一   | 安井国穂        | 小澤啓一   | スイート・ベイジル |
| 3    | 5月1日   | 狩矢警部シリーズ                                      | 2                                   | 船越英一郎            | 山村美紗   | 瀧川晃代        | 藤岡浩二郎 | 東映               |
| 4    | 5月8日   | 万引きGメン・二階堂雪                                 | 14                                  | 木の実ナナ            | -          | 安井国穂        | 津崎敏喜   | ユニオン映画       |
| 5    | 5月15日  | おばさん会長・紫の犯罪清掃日記!ゴミは殺しを知っている | 7                                   | 中村玉緒              | -          | いとう斗士八    | 伊藤寿浩   | FINE               |
| 6    | 5月22日  | 小児救急カルテ いのち110番                            | 小児救急カルテ いのち110番          | 賀来千香子            | -          | 土屋保文        | 水谷俊之   | スイート・ベイジル |
| 7    | 6月5日   | 占い師みすず 事件は運命の彼方に                       | 1                                   | 岡江久美子            | -          | いとう斗士八    | 吉野晴亮   | 国際放映           |
| 8    | 6月26日  | 検事 沢木正夫                                         | 2                                   | 榎木孝明              | 小杉健治   | 中岡京平        | 杉村六郎   | C.A.L              |
| 9    | 7月10日  | 探偵 左文字進                                         | 10                                  | 水谷豊                | 西村京太郎 | 橋本以蔵        | 松原信吾   | テレパック         |
| 10   | 8月7日   | 名探偵キャサリン                                      | 15                                  | かたせ梨乃            | 山村美紗   | 倉沢奈都子      | 村田忍     | テレパック         |
| 11   | 8月14日  | 黙秘                                                  | 黙秘                                | 渡部篤郎              | -          | 安井国穂        | 長谷川康   | ニューウェーヴ     |
| 12   | 8月21日  | 税務調査官・窓際太郎の事件簿                          | 14                                  | 小林稔侍              | -          | 倉成柊一郎      | 中山史郎   | Joker              |
| 13   | 9月25日  | 浅見光彦シリーズ                                      | 22                                  | 沢村一樹              | 内田康夫   | 石原武龍        | 山内宗信   | テレパック         |
| 14   | 10月2日  | 十津川警部シリーズ                                    | 37                                  | 渡瀬恒彦              | 西村京太郎 | 橋本以蔵        | 脇田時三   | テレパック         |
| 15   | 11月6日  | 弁護士高見沢響子                                      | 8                                   | 市原悦子              | -          | 石原武龍        | 長尾啓司   | 東阪企画           |
| 16   | 11月13日 | どケチ弁護士山田播磨の温泉事件簿                      | どケチ弁護士山田播磨の温泉事件簿    | 武田鉄矢              | -          | 西岡琢也 片山蒼 | 大岡進     | オドボーラーズ     |
| 17   | 11月20日 | 女金融道シリーズ                                      | 3                                   | 中村玉緒              | -          | 石原武龍        | 長谷川康   | FINE               |
| 18   | 11月27日 | 離婚妻探偵                                            | 1                                   | 杉田かおる            | -          | 高橋美幸        | 児玉宜久   | 大映テレビ         |
| 19   | 12月25日 | 京舞妓VS狩矢警部 乱れ傘の舞殺人事件                   | 京舞妓VS狩矢警部 乱れ傘の舞殺人事件 | 池上季実子 船越英一郎 | 山村美紗   | 瀧川晃代        | 関本郁夫   | 東映               |

### 2007年
| 回数 | 放送日   | タイトル                             | 話数                                 | 主演       | 原作              | 脚本              | 監督         | 制作             |
| ---- | -------- | ------------------------------------ | ------------------------------------ | ---------- | ----------------- | ----------------- | ------------ | ---------------- |
| 20   | 1月8日   | 税務調査官・窓際太郎の事件簿         | 15                                   | 小林稔侍   | -                 | 倉成柊一郎        | 中山史郎     | Joker            |
| 21   | 1月22日  | 心研ぎます! 鷹宮光次郎の旅情事件簿   | 心研ぎます! 鷹宮光次郎の旅情事件簿   | 五木ひろし | -                 | 友澤晃一          | 安室修       | 泉放送制作       |
| 22   | 2月12日  | 和田アキ子殺人事件                   | 和田アキ子殺人事件                   | 和田アキ子 | -                 | 福田雄一          | 片山剛       | -                |
| 23   | 2月19日  | 自治会長 糸井緋芽子 社宅の事件簿     | 8                                    | 泉ピン子   | -                 | 深沢正樹          | 中山史郎     | ザ・ワークス     |
| 24   | 2月26日  | 財務捜査官 雨宮瑠璃子                | 3                                    | 浅野ゆう子 | -                 | 石原武龍          | 伊藤寿浩     | FINE             |
| 25   | 3月26日  | 浅見光彦シリーズ                     | 23                                   | 沢村一樹   | 内田康夫          | 石原武龍 小澤俊介 | 佐々木章光   | テレパック       |
| 26   | 4月2日   | 十津川警部シリーズ                   | 38                                   | 渡瀬恒彦   | 西村京太郎        | 長坂秀佳          | 松原信吾     | テレパック       |
| 27   | 4月16日  | 捜し屋★諸星光介が走る!               | 3                                    | 船越英一郎 | -                 | 安本莞二          | 山田大樹     | 東宝             |
| 28   | 4月23日  | ご近所探偵・五月野さつき             | 1                                    | 片平なぎさ | ジル・チャーチル  | 藤本有紀          | 国本雅広     | ケイファクトリー |
| 29   | 4月30日  | 駅弁刑事・神保徳之助                 | 1                                    | 小林稔侍   | -                 | 深沢正樹          | 吉村達矢     | Joker            |
| 30   | 5月7日   | 万引きGメン・二階堂雪                | 15                                   | 木の実ナナ | -                 | 安井国穂          | 津崎敏喜     | ユニオン映画     |
| 31   | 5月15日  | パートタイム裁判官                   | 2                                    | 水谷豊     | -                 | 石原武龍          | 吉川一義     | オセロット       |
| 32   | 5月21日  | 占い師みすず 事件は運命の彼方に      | 2                                    | 岡江久美子 | -                 | いとう斗士八      | 近藤俊明     | 国際放映         |
| 33   | 5月28日  | 楽園のライオン                       | 楽園のライオン                       | 市原悦子   | -                 | 竹山洋            | 吉川一義     | 劇団俳優座       |
| 34   | 6月11日  | 血痕 警科研・湯川愛子の鑑定ファイル  | 2                                    | 竹下景子   | -                 | 坂田義和          | 堀川とんこう | 東阪企画         |
| 35   | 6月18日  | 示談交渉人甚内たま子裏ファイル       | 5                                    | 渡辺えり子 | 柳原三佳 浦野道行 | 金谷祐子          | 吉村達矢     | Joker            |
| 36   | 7月9日   | 狩矢警部シリーズ                     | 3                                    | 船越英一郎 | 山村美紗          | 瀧川晃代          | 藤岡浩二郎   | 東映             |
| 37   | 7月23日  | 遠い国から来た男                     | 遠い国から来た男                     | 仲代達矢   | -                 | 山田太一          | 高橋一郎     | テレパック       |
| 38   | 10月1日  | 税務調査官・窓際太郎の事件簿         | 16                                   | 小林稔侍   | -                 | 倉成柊一郎        | 中山史郎     | Joker            |
| 39   | 10月15日 | 浅見光彦シリーズ                     | 24                                   | 沢村一樹   | 内田康夫          | 石原武龍 小澤俊介 | 山内宗信     | テレパック       |
| 40   | 11月5日  | 探偵 左文字進                        | 11                                   | 水谷豊     | 西村京太郎        | 安本莞二          | 池澤辰也     | テレパック       |
| 41   | 11月12日 | ベビーシッターの危険な好奇心         | ベビーシッターの危険な好奇心         | 伊藤蘭     | -                 | 安本莞二          | 合月勇       | 大映テレビ       |
| 42   | 11月19日 | ご近所探偵・五月野さつき             | 2                                    | 片平なぎさ | ジル・チャーチル  | 武田有起          | 国本雅広     | ケイファクトリー |
| 43   | 11月26日 | 冠婚葬祭探偵                         | 冠婚葬祭探偵                         | 中村玉緒   | -                 | いとう斗士八      | 五木田亮一   | FINE             |
| 44   | 12月10日 | 夜の終る時                           | 夜の終る時                           | 岸谷五朗   | 結城昌治          | 鎌田敏夫          | 真船禎       | ザ・ワークス     |
| 45   | 12月17日 | 松本清張スペシャルドラマ・塗られた本 | 松本清張スペシャルドラマ・塗られた本 | 沢口靖子   | 松本清張          | 田中晶子          | 竹之下寛次   | ドリマックス     |
| 46   | 12月24日 | 万引きGメン・二階堂雪                | 16                                   | 木の実ナナ | -                 | 安井国穂          | 津崎敏喜     | ユニオン映画     |

### 2008年
| 回数 | 放送日   | タイトル                                   | 話数                                       | 主演       | 原作              | 脚本              | 監督       | 制作               |
| ---- | -------- | ------------------------------------------ | ------------------------------------------ | ---------- | ----------------- | ----------------- | ---------- | ------------------ |
| 47   | 1月7日   | 十津川警部シリーズ                         | 39                                         | 渡瀬恒彦   | 西村京太郎        | 安本莞二          | 油谷誠至   | テレパック         |
| 48   | 1月21日  | 警視庁三係・吉敷竹史シリーズ               | 3                                          | 鹿賀丈史   | 島田荘司          | 高田順 澤田昌久   | 日名子雅彦 | ケイファクトリー   |
| 49   | 1月28日  | 追跡〜失踪人捜査官・石森新次郎             | 追跡〜失踪人捜査官・石森新次郎             | 内藤剛志   | -                 | 吉川次郎          | 吉本潤     | 梟雄舎             |
| 50   | 2月4日   | 財務捜査官 雨宮瑠璃子                      | 4                                          | 浅野ゆう子 | -                 | 石原武龍          | 伊藤寿浩   | FINE               |
| 51   | 2月25日  | おふくろ先生の診療日記                     | 1                                          | 泉ピン子   | -                 | 関根俊夫          | 竹園元     | 毎日放送           |
| 52   | 3月10日  | 3月10日東京大空襲 語られなかった33枚の真実 | 3月10日東京大空襲 語られなかった33枚の真実 | 仲村トオル | -                 | 渡邉美月          | 三城真一   | -                  |
| 53   | 3月31日  | 被取締役新入社員                           | 被取締役新入社員                           | 森山未來   | 安藤祐介          | 蓬莱竜太          | 吉田秋生   | -                  |
| 54   | 4月7日   | 浅見光彦シリーズ                           | 25                                         | 沢村一樹   | 内田康夫          | 石原武龍          | 山内宗信   | テレパック         |
| 55   | 4月14日  | 狩矢警部シリーズ                           | 4                                          | 船越英一郎 | 山村美紗          | 波多野都          | 藤岡浩二郎 | 東映               |
| 56   | 4月28日  | 世直し公務員ザ・公証人                     | 7                                          | 渡瀬恒彦   | -                 | 金谷祐子          | 増田天平   | オセロット         |
| 57   | 5月5日   | 駅弁刑事・神保徳之助                       | 2                                          | 小林稔侍   | -                 | 深沢正樹          | 吉村達矢   | Joker              |
| 58   | 5月12日  | 弁護士高見沢響子                           | 9                                          | 市原悦子   | -                 | 石原武龍          | 長尾啓司   | 東阪企画           |
| 59   | 5月19日  | 女教師探偵・西園寺リカの殺人ノート         | 女教師探偵・西園寺リカの殺人ノート         | 菊川怜     | -                 | 山上ちはる        | 白川士     | ザ・ワークス       |
| 60   | 5月26日  | 示談交渉人甚内たま子裏ファイル             | 6                                          | 渡辺えり   | 柳原三佳 浦野道行 | 金谷祐子          | 佐伯竜一   | Joker              |
| 61   | 6月2日   | 捜し屋★諸星光介が走る!                     | 4                                          | 船越英一郎 | -                 | 安本莞二          | 山田大樹   | 東宝               |
| 62   | 6月16日  | 探偵 左文字進                              | 12                                         | 水谷豊     | 西村京太郎        | 安本莞二          | 池澤辰也   | テレパック         |
| 63   | 6月23日  | 占い師みすず 事件は運命の彼方に            | 3                                          | 岡江久美子 | -                 | いとう斗士八      | 近藤俊明   | 国際放映           |
| 64   | 6月30日  | 弁護士 一之瀬凛子                          | 1                                          | 高島礼子   | -                 | 立見千香          | 酒井聖博   | ドリマックス       |
| 65   | 9月8日   | 税務調査官・窓際太郎の事件簿               | 17                                         | 小林稔侍   | -                 | 倉成柊一郎        | 中山史郎   | Joker              |
| 66   | 9月15日  | 森村誠一サスペンスシリーズ                 | 7                                          | 三浦友和   | 森村誠一          | 安井国穂          | 小澤啓一   | スイート・ベイジル |
| 67   | 9月22日  | 万引きGメン・二階堂雪                      | 17                                         | 木の実ナナ | -                 | 安井国穂          | 津崎敏喜   | ユニオン映画       |
| 68   | 9月29日  | 浅見光彦シリーズ                           | 26                                         | 沢村一樹   | 内田康夫          | 石原武龍 小澤俊介 | 村上牧人   | テレパック         |
| 69   | 10月6日  | 警視庁三係・吉敷竹史シリーズ               | 4                                          | 鹿賀丈史   | 島田荘司          | 高田順            | 千葉行利   | ケイファクトリー   |
| 70   | 10月13日 | 十津川警部シリーズ                         | 40                                         | 渡瀬恒彦   | 西村京太郎        | 長坂秀佳          | 村田忍     | テレパック         |
| 71   | 10月20日 | 刑事シュート しゅうと&ムコの事件日誌       | 1                                          | 北大路欣也 | -                 | 酒井直行          | 猪原達三   | ホリプロ           |
| 72   | 11月17日 | 萬屋長兵衛の隅田川事件ファイル             | 1                                          | 里見浩太朗 | -                 | 石原武龍          | 杉村六郎   | G・カンパニー      |
| 73   | 12月1日  | ご近所探偵・五月野さつき                   | 3                                          | 片平なぎさ | ジル・チャーチル  | 扇澤延男          | 国本雅広   | ケイファクトリー   |

### 2009年
| 回数 | 放送日   | タイトル                               | 話数                                   | 主演       | 原作             | 脚本            | 監督       | 制作               |
| ---- | -------- | -------------------------------------- | -------------------------------------- | ---------- | ---------------- | --------------- | ---------- | ------------------ |
| 74   | 1月5日   | 探偵 左文字進                          | 13                                     | 水谷豊     | 西村京太郎       | 橋本以蔵        | 池澤辰也   | テレパック         |
| 75   | 1月26日  | 狩矢警部シリーズ                       | 5                                      | 船越英一郎 | 山村美紗         | 深沢正樹        | 藤岡浩二郎 | 東映               |
| 76   | 2月2日   | 狩矢警部シリーズ                       | 6                                      | 船越英一郎 | 山村美紗         | 深沢正樹        | 猪原達三   | 東映               |
| 77   | 2月16日  | 自治会長 糸井緋芽子 社宅の事件簿       | 9                                      | 泉ピン子   | -                | 深沢正樹        | 中山史郎   | ザ・ワークス       |
| 78   | 3月9日   | 女タクシードライバーの事件日誌         | 4                                      | 余貴美子   | -                | 瀧本智行        | 猪崎宣昭   | ノアズ             |
| 79   | 4月13日  | 十津川警部シリーズ                     | 41                                     | 渡瀬恒彦   | 西村京太郎       | 安本莞二        | 油谷誠至   | テレパック         |
| 80   | 4月20日  | 税務調査官・窓際太郎の事件簿           | 18                                     | 小林稔侍   | -                | 倉成柊一郎      | 中山史郎   | Joker              |
| 81   | 4月27日  | 湯けむりバスツアー 桜庭さやかの事件簿  | 1                                      | 萬田久子   | -                | 久松真一        | 新村良二   | MMJ                |
| 82   | 5月4日   | 駅弁刑事・神保徳之助                   | 3                                      | 小林稔侍   | -                | 深沢正樹        | 上野貴弘   | Joker              |
| 83   | 5月11日  | 赤かぶ検事奮戦記                       | 1                                      | 中村梅雀   | 和久峻三         | 佐伯俊道        | 長尾啓司   | 松竹               |
| 84   | 5月18日  | 家族 〜あなたに死刑が宣告出来ますか?〜 | 家族 〜あなたに死刑が宣告出来ますか?〜 | 大塚寧々   | 小杉健治         | 林誠人          | 白川士     | ザ・ワークス       |
| 85   | 5月25日  | 量刑                                   | 量刑                                   | 高橋英樹   | 夏樹静子         | 西岡琢也        | 松原信吾   | ユニオン映画       |
| 86   | 6月1日   | 二重裁判                               | 二重裁判                               | 蓮佛美沙子 | 小杉健治         | 深沢正樹        | 榎戸耕史   | Joker              |
| 87   | 6月8日   | おふくろ先生の診療日記                 | 2                                      | 泉ピン子   | -                | 李正姫          | 竹園元     | 毎日放送           |
| 88   | 6月15日  | 離婚妻探偵                             | 2                                      | 杉田かおる | -                | 高橋美幸        | 児玉宜久   | 大映テレビ         |
| 89   | 6月22日  | 緑川警部シリーズ                       | 1                                      | 西岡德馬   | -                | 今井詔二        | 松本健     | 国際放映           |
| 90   | 6月29日  | 世直し公務員ザ・公証人                 | 8                                      | 渡瀬恒彦   | -                | 金谷祐子        | 増田天平   | オセロット         |
| 91   | 7月6日   | 上条麗子の事件推理                     | 6                                      | 眞野あずさ | -                | 外村朋子        | 津崎敏喜   | TSP                |
| 92   | 8月3日   | ご近所探偵・五月野さつき               | 4                                      | 片平なぎさ | ジル・チャーチル | 扇澤延男        | 国本雅広   | ケイファクトリー   |
| 93   | 8月17日  | 万引きGメン・二階堂雪                  | 18                                     | 木の実ナナ | -                | 安井国穂        | 津崎敏喜   | ユニオン映画       |
| 94   | 8月24日  | 警視庁南平班〜七人の刑事〜             | 1                                      | 村上弘明   | 鳥羽亮           | 林誠人 小杉晶子 | 中前勇児   | スイート・ベイジル |
| 95   | 9月7日   | 浅見光彦シリーズ                       | 27                                     | 沢村一樹   | 内田康夫         | 石原武龍        | 村上牧人   | テレパック         |
| 96   | 9月28日  | 十津川警部シリーズ                     | 42                                     | 渡瀬恒彦   | 西村京太郎       | 安本莞二        | 池澤辰也   | テレパック         |
| 97   | 10月5日  | 浅見光彦シリーズ                       | 28                                     | 沢村一樹   | 内田康夫         | 石原武龍 早野円 | 山内宗信   | テレパック         |
| 98   | 10月12日 | 税務調査官・窓際太郎の事件簿           | 19                                     | 小林稔侍   | -                | 倉成柊一郎      | 中山史郎   | Joker              |
| 99   | 10月19日 | 弁護士高見沢響子                       | 10                                     | 市原悦子   | -                | 石原武龍        | 長尾啓司   | 東阪企画           |
| 100  | 11月2日  | 狩矢警部シリーズ                       | 7                                      | 船越英一郎 | 山村美紗         | 清本由紀        | 藤岡浩二郎 | 東映               |
| 101  | 11月9日  | 財務捜査官 雨宮瑠璃子                  | 5                                      | 浅野ゆう子 | -                | 橋本以蔵        | 伊藤寿浩   | FINE               |
| 102  | 12月7日  | 笑顔〜15年目の嘘〜                     | 笑顔〜15年目の嘘〜                     | 石黒賢     | -                | 篠原高志        | 錦信次     | IVSテレビ制作      |

### 2010年
| 回数 | 放送日   | タイトル                                              | 話数                                       | 主演                | 原作       | 脚本              | 監督         | 制作                  |
| ---- | -------- | ----------------------------------------------------- | ------------------------------------------ | ------------------- | ---------- | ----------------- | ------------ | --------------------- |
| 103  | 1月18日  | 弁護士 一之瀬凛子                                     | 2                                          | 高島礼子            | -          | 立見千香          | 酒井聖博     | ドリマックス          |
| 104  | 1月25日  | 血痕 警科研・湯川愛子の鑑定ファイル                   | 3                                          | 竹下景子            | 坂井活子   | 坂田義和          | 堀川とんこう | 東阪企画              |
| 105  | 2月1日   | おばさん会長・紫の犯罪清掃日記!ゴミは殺しを知っている | 8                                          | 中村玉緒            | -          | いとう斗士八      | 伊藤寿浩     | FINE                  |
| 106  | 2月8日   | おんな風来マジシャン マリコの殺人事件簿               | おんな風来マジシャン マリコの殺人事件簿    | 若村麻由美          | 高橋正樹   | 宮川一郎 横山一真 | 杉村六郎     | C.A.L                 |
| 107  | 2月15日  | 萬屋長兵衛の隅田川事件ファイル                        | 2                                          | 里見浩太朗          | -          | いずみ玲 石原武龍 | 杉村六郎     | G・カンパニー         |
| 108  | 3月1日   | 美食カメラマン 星井裕の事件簿                         | 1                                          | 髙嶋政伸            | 柏木圭一郎 | 小谷暢亮          | 合月勇       | ユニオン映画          |
| 109  | 3月15日  | 刑事シュート しゅうと&ムコの事件日誌                  | 2                                          | 北大路欣也          | -          | 深沢正樹          | 猪崎宣昭     | ホリプロ              |
| 110  | 3月22日  | 税務調査官・窓際太郎の事件簿                          | 20                                         | 小林稔侍            | -          | 倉成柊一郎        | 中山史郎     | Joker                 |
| 111  | 3月29日  | 十津川警部シリーズ                                    | 43                                         | 渡瀬恒彦            | 西村京太郎 | 土屋保文          | 池澤辰也     | テレパック            |
| 112  | 4月5日   | 探偵 左文字進                                         | 14                                         | 水谷豊              | 西村京太郎 | 橋本以蔵          | 池澤辰也     | テレパック            |
| 113  | 4月12日  | 捜し屋★諸星光介が走る!                                | 5                                          | 船越英一郎          | -          | 石倉保志          | 山田大樹     | 東宝                  |
| 114  | 4月19日  | 湯けむりバスツアー 桜庭さやかの事件簿                 | 2                                          | 萬田久子            | -          | 坂田義和          | 新村良二     | MMJ                   |
| 115  | 5月3日   | 駅弁刑事・神保徳之助                                  | 4                                          | 小林稔侍            | -          | 深沢正樹          | 上野貴弘     | Joker                 |
| 116  | 5月17日  | 狩矢警部シリーズ                                      | 8                                          | 船越英一郎          | 山村美紗   | 清本由紀 波多野都 | 藤岡浩二郎   | 東映                  |
| 117  | 5月24日  | 遺品整理人 谷崎藍子                                   | 1                                          | 高畑淳子            | -          | 清水有生          | 藪内広之     | 毎日放送              |
| 118  | 5月31日  | 万引きGメン・二階堂雪                                 | 19                                         | 木の実ナナ          | -          | 安井国穂          | 津崎敏喜     | ユニオン映画          |
| 119  | 6月7日   | イソベン・里村タマミの事件簿                          | 1                                          | 沢口靖子            | 夏樹静子   | 松本美弥子        | 中野昌宏     | 東阪企画              |
| 120  | 6月14日  | 上条麗子の事件推理                                    | 7                                          | 眞野あずさ          | -          | 外村朋子          | 津崎敏喜     | TSP                   |
| 121  | 6月21日  | 女子刑務所東三号棟                                    | 8                                          | 泉ピン子            | -          | 関根俊夫          | 清弘誠       | ドリマックス          |
| 122  | 6月28日  | 無敵のおばさん小早川千冬・正義の事件簿                | 無敵のおばさん小早川千冬・正義の事件簿     | 高畑淳子            | -          | いずみ玲          | 遠藤環       | 大映テレビ            |
| 123  | 7月19日  | 警視庁機動捜査隊216                                   | 1                                          | 沢口靖子            | -          | 安井国穂          | 児玉宜久     | ユニオン映画          |
| 124  | 7月26日  | 緑川警部シリーズ                                      | 2                                          | 西岡德馬            | -          | 今井詔二          | 松本健       | 国際放映              |
| 125  | 8月2日   | 大家だけが知っている! 幸多福子の下町事件簿            | 大家だけが知っている! 幸多福子の下町事件簿 | 渡辺えり            | -          | 小木曽豊斗        | 吉川一義     | The icon              |
| 126  | 8月23日  | 警視庁南平班〜七人の刑事〜                            | 2                                          | 村上弘明            | 鳥羽亮     | 林誠人            | 中前勇児     | スイート・ベイジル    |
| 127  | 8月30日  | 沈黙の法廷 赤と黒                                     | 沈黙の法廷 赤と黒                          | 浅野温子 石田ひかり | -          | 今井詔二          | 水谷俊之     | 国際放映              |
| 128  | 9月6日   | 釣り刑事                                              | 1                                          | 中村梅雀            | -          | 入江信吾          | 皆川智之     | G・カンパニー         |
| 129  | 9月13日  | 警部・柘植京介                                        | 警部・柘植京介                             | 舘ひろし            | -          | 田辺満            | 村松弘之     | ニューウェーヴ        |
| 130  | 9月20日  | おふくろ先生の診療日記                                | 3                                          | 泉ピン子            | -          | 旺季志ずか        | 竹園元       | 毎日放送 ドリマックス |
| 131  | 10月18日 | 赤かぶ検事奮戦記                                      | 2                                          | 中村梅雀            | 和久峻三   | 古田求            | 井上昌典     | 松竹                  |
| 132  | 10月25日 | 明日もまた生きていこう                                | 明日もまた生きていこう                     | 相武紗季            | 横山友美佳 | 大沼紀子          | 渋谷未来     | テレパック            |
| 133  | 11月1日  | 税務調査官・窓際太郎の事件簿                          | 21                                         | 小林稔侍            | -          | 倉成柊一郎        | 中山史郎     | Joker                 |
| 134  | 11月15日 | 狩矢警部シリーズ                                      | 9                                          | 船越英一郎          | 山村美紗   | 安井国穂          | 橋本一       | 東映                  |
| 135  | 11月29日 | 女タクシードライバーの事件日誌                        | 5                                          | 余貴美子            | -          | 宇山圭子          | 水谷俊之     | ノアズ                |
| 136  | 12月6日  | 弁護士 一之瀬凛子                                     | 3                                          | 高島礼子            | -          | 立見千香          | 酒井聖博     | ドリマックス          |
| 137  | 12月13日 | 大韓航空機爆破23年目の真実                            | 大韓航空機爆破23年目の真実                 | 鄭韓飛              | 金賢姫     | 山根真吾          | 松田三四郎   | 東阪企画              |

### 2011年
| 回数 | 放送日   | タイトル                                            | 話数                                                | 主演       | 原作              | 脚本            | 監督         | 制作               |
| ---- | -------- | --------------------------------------------------- | --------------------------------------------------- | ---------- | ----------------- | --------------- | ------------ | ------------------ |
| 138  | 1月17日  | 内部調査官・水平直の報告書                          | 内部調査官・水平直の報告書                          | 木村佳乃   | -                 | 真野勝成        | 水谷俊之     | テレパック         |
| 139  | 1月24日  | 女取調官                                            | 1                                                   | 賀来千香子 | 笹沢左保          | 扇澤延男        | 岡屋龍一     | TSP                |
| 140  | 1月31日  | 私は屈しない〜特捜検察と戦った女性官僚と家族の465日 | 私は屈しない〜特捜検察と戦った女性官僚と家族の465日 | 田中美佐子 | 村木厚子 江川紹子 | 上杉隆之        | 大岡進       | -                  |
| 141  | 2月7日   | 浅見光彦シリーズ                                    | 29                                                  | 沢村一樹   | 内田康夫          | 石原武龍        | 村上牧人     | テレパック         |
| 142  | 2月14日  | 財務捜査官 雨宮瑠璃子                               | 6                                                   | 浅野ゆう子 | -                 | 櫻井武晴        | 伊藤寿浩     | FINE               |
| 143  | 2月21日  | 総理の密使 核密約42年目の真実                       | 総理の密使 核密約42年目の真実                       | 三上博史   | -                 | 渡邉睦月        | 北川雅一     | -                  |
| 144  | 2月28日  | 警視庁心理捜査官・明日香                            | 1                                                   | 泉ピン子   | 黒崎視音          | 西岡琢也        | 吉川一義     | 近代映画協会       |
| 145  | 3月7日   | 新・示談交渉人 裏ファイル                           | 1                                                   | 高畑淳子   | 柳原三佳 浦野道行 | 金谷祐子        | 佐伯竜一     | Joker              |
| 146  | 3月28日  | 警視庁鑑識課〜南原幹司の鑑定〜                      | 1                                                   | 中村雅俊   | -                 | 松井信幸 下村優 | 下村優       | アズバーズ         |
| 147  | 4月4日   | ヤメ判 新堂謙介 殺しの事件簿                        | 1                                                   | 橋爪功     | -                 | 金子成人        | 鶴巻日出雄   | オセロット         |
| 148  | 4月11日  | 十津川警部シリーズ                                  | 44                                                  | 渡瀬恒彦   | 西村京太郎        | 横澤丈二        | 池澤辰也     | テレパック         |
| 149  | 4月18日  | 湯けむりバスツアー 桜庭さやかの事件簿               | 3                                                   | 萬田久子   | -                 | 坂田義和        | 新村良二     | MMJ                |
| 150  | 4月25日  | 美食カメラマン 星井裕の事件簿                       | 2                                                   | 髙嶋政伸   | 柏木圭一郎        | 小谷暢亮        | 合月勇       | ユニオン映画       |
| 151  | 5月2日   | 駅弁刑事・神保徳之助                                | 5                                                   | 小林稔侍   | -                 | 深沢正樹        | 上野貴弘     | Joker              |
| 152  | 5月9日   | 釣り刑事                                            | 2                                                   | 中村梅雀   | -                 | 入江信吾        | 皆川智之     | G・カンパニー      |
| 153  | 5月16日  | 警視庁南平班〜七人の刑事〜                          | 3                                                   | 村上弘明   | 鳥羽亮            | 林誠人 小杉晶子 | 中前勇児     | スイート・ベイジル |
| 154  | 5月23日  | 万引きGメン・二階堂雪                               | 19                                                  | 木の実ナナ | -                 | 中野顕彰        | 吉川一義     | ユニオン映画       |
| 155  | 5月30日  | 遺品整理人 谷崎藍子                                 | 2                                                   | 高畑淳子   | -                 | 清水有生        | 藪内広之     | 毎日放送           |
| 156  | 6月6日   | ヤメ刑探偵 加賀美塔子                               | 1                                                   | 片平なぎさ | -                 | 扇澤延男        | 国本雅広     | ケイファクトリー   |
| 157  | 6月13日  | 世直し公務員ザ・公証人                              | 9                                                   | 渡瀬恒彦   | -                 | 金谷祐子        | 増田天平     | オセロット         |
| 158  | 6月20日  | 上条麗子の事件推理                                  | 8                                                   | 眞野あずさ | -                 | 外村朋子        | 津崎敏喜     | TSP                |
| 159  | 6月27日  | 税務調査官・窓際太郎の事件簿                        | 22                                                  | 小林稔侍   | -                 | 倉成柊一郎      | 山崎康生     | Joker              |
| 160  | 7月4日   | 狩矢警部シリーズ                                    | 10                                                  | 船越英一郎 | 山村美紗          | 深沢正樹        | 藤岡浩二郎   | 東映               |
| 161  | 7月11日  | 人間再生・工場長 岡田岩児                           | 人間再生・工場長 岡田岩児                           | 武田鉄矢   | -                 | 秦建日子        | 大岡進       | 国際放映           |
| 162  | 7月18日  | 探偵 左文字進                                       | 15                                                  | 水谷豊     | 西村京太郎        | 土屋保文        | 池澤辰也     | テレパック         |
| 163  | 7月25日  | 刑事シュート しゅうと&ムコの事件日誌                | 3                                                   | 北大路欣也 | -                 | 田子明弘        | 長尾啓司     | ホリプロ           |
| 164  | 8月1日   | 警視庁再犯防止課 真崎英嗣                           | 警視庁再犯防止課 真崎英嗣                           | 谷原章介   | -                 | 渡辺雄介        | 日比野朗     | The icon           |
| 165  | 9月5日   | 上条麗子の事件推理                                  | 9                                                   | 眞野あずさ | -                 | 外村朋子        | 津崎敏喜     | TSP                |
| 166  | 9月12日  | 緑川警部シリーズ                                    | 3                                                   | 西岡德馬   | -                 | 今井詔二        | 松本健       | 国際放映           |
| 167  | 9月19日  | 浅見光彦シリーズ                                    | 30                                                  | 沢村一樹   | 内田康夫          | 石原武龍        | 村上牧人     | テレパック         |
| 168  | 9月26日  | 正義の証明                                          | 正義の証明                                          | 吉田栄作   | 森村誠一          | 土屋保文        | 藤木靖之     | 劇団俳優座         |
| 169  | 10月10日 | 十津川警部シリーズ                                  | 45                                                  | 渡瀬恒彦   | 西村京太郎        | 水谷龍二        | 池澤辰也     | テレパック         |
| 170  | 10月17日 | 弁護士高見沢響子                                    | 11                                                  | 市原悦子   | -                 | 竹山洋          | 堀川とんこう | 東阪企画           |
| 171  | 10月24日 | 北海道警察                                          | 1                                                   | 財前直見   | 佐々木譲          | 土屋保文        | 小久保利己   | スイート・ベイジル |
| 172  | 10月31日 | 警視庁機動捜査隊216                                 | 2                                                   | 沢口靖子   | -                 | 安井国穂        | 児玉宜久     | ユニオン映画       |
| 173  | 11月7日  | 警視庁南平班〜七人の刑事〜                          | 4                                                   | 村上弘明   | 鳥羽亮            | 林誠人 小杉晶子 | 中前勇児     | スイート・ベイジル |
| 174  | 11月14日 | 赤かぶ検事奮戦記                                    | 3                                                   | 中村梅雀   | 和久峻三          | 古田求          | 石原興       | 松竹               |
| 175  | 11月21日 | 捜し屋★諸星光介が走る!                              | 6                                                   | 船越英一郎 | -                 | 石倉保志        | 山田大樹     | 東宝               |
| 176  | 11月28日 | 警視庁鑑識課〜南原幹司の鑑定〜                      | 2                                                   | 中村雅俊   | -                 | 松井信幸 下村優 | 下村優       | アズバーズ         |
| 177  | 12月5日  | 医師・円城寺修                                      | 1                                                   | 渡瀬恒彦   | -                 | 安井国穂        | 村松弘之     | ニューウェーヴ     |
| 178  | 12月12日 | 看取りの医者 バイク母さんの往診日誌                 | 看取りの医者 バイク母さんの往診日誌                 | 大竹しのぶ | 平野国美          | 篠原高志        | 佐々部清     | 大野木オフィス     |
| 179  | 12月19日 | 税務調査官・窓際太郎の事件簿                        | 23                                                  | 小林稔侍   | -                 | 土屋六郎        | 山崎康生     | Joker              |

### 2012年
| 回数 | 放送日   | タイトル                                          | 話数                                              | 主演                         | 原作              | 脚本                              | 監督       | 制作                  |
| ---- | -------- | ------------------------------------------------- | ------------------------------------------------- | ---------------------------- | ----------------- | --------------------------------- | ---------- | --------------------- |
| 180  | 1月9日   | 十津川警部シリーズ                                | 46                                                | 渡瀬恒彦                     | 西村京太郎        | 長坂秀佳                          | 舩橋淳     | テレパック            |
| 181  | 1月16日  | 女タクシードライバーの事件日誌                    | 6                                                 | 余貴美子                     | -                 | 坂上かつえ                        | 猪崎宣昭   | ノアズ                |
| 182  | 1月23日  | ヤメ判 新堂謙介 殺しの事件簿                      | 2                                                 | 橋爪功                       | -                 | 田辺満                            | 鶴巻日出雄 | オセロット            |
| 183  | 1月30日  | 警視・深町征爾                                    | 1                                                 | 舘ひろし                     | -                 | 大川俊道                          | 村田忍     | ニューウェーヴ        |
| 184  | 2月6日   | 湯けむりバスツアー 桜庭さやかの事件簿             | 4                                                 | 萬田久子                     | -                 | 坂田義和                          | 新村良二   | MMJ                   |
| 185  | 2月13日  | 警視庁心理捜査官・明日香                          | 2                                                 | 泉ピン子                     | 黒崎視音          | 西岡琢也                          | 吉川一義   | 近代映画協会          |
| 186  | 2月20日  | 女取調官                                          | 2                                                 | 賀来千香子                   | 笹沢左保          | 扇澤延男                          | 岡屋龍一   | TSP                   |
| 187  | 2月27日  | 世直し公務員ザ・公証人                            | 10                                                | 渡瀬恒彦                     | -                 | 橋本理華                          | 増田天平   | オセロット            |
| 188  | 3月5日   | 伝説の監察医 オニグマの事件簿                     | 1                                                 | 市村正親                     | 島田一男          | 深沢正樹                          | 皆川智之   | ホリプロ              |
| 189  | 3月12日  | おふくろ先生の診療日記                            | 4                                                 | 泉ピン子                     | -                 | 関根俊夫                          | 竹園元     | 毎日放送 ドリマックス |
| 190  | 3月19日  | 狩矢警部シリーズ                                  | 11                                                | 船越英一郎                   | 山村美紗          | 深沢正樹                          | 藤岡浩二郎 | 東映                  |
| 191  | 4月2日   | 駅弁刑事・神保徳之助                              | 6                                                 | 小林稔侍                     | -                 | 深沢正樹                          | 上野貴弘   | Joker                 |
| 192  | 4月9日   | ホームドクター・神村愛                            | 1                                                 | 市原悦子                     | 安本莞二          | 西岡琢也                          | 黒沢直輔   | 大映テレビ            |
| 193  | 4月16日  | 十津川警部シリーズ                                | 47                                                | 渡瀬恒彦                     | 西村京太郎        | 丸茂周                            | 松本健     | テレパック            |
| 194  | 4月23日  | 猫弁シリーズ                                      | 1                                                 | 吉岡秀隆                     | 大山淳子          | 大山淳子                          | 北川雅一   | ドリマックス          |
| 195  | 5月7日   | 理由                                              | 理由                                              | 寺尾聰                       | 宮部みゆき        | 高橋麻紀                          | 山本剛義   | -                     |
| 196  | 5月14日  | スナーク狩り                                      | スナーク狩り                                      | 伊藤淳史                     | 宮部みゆき        | 薬師寺叡子                        | 藤木大介   | -                     |
| 197  | 5月21日  | 長い長い殺人                                      | 長い長い殺人                                      | 長塚京三 仲村トオル 谷原章介 | 宮部みゆき        | 友澤晃一                          | 麻生学     | -                     |
| 198  | 5月28日  | レベル7                                           | レベル7                                           | 玉木宏                       | 宮部みゆき        | 渡邉睦月                          | 平野俊一   | -                     |
| 199  | 6月4日   | 医師・円城寺修                                    | 2                                                 | 渡瀬恒彦                     | -                 | 安井国穂                          | 村田忍     | ニューウェーヴ        |
| 200  | 6月11日  | 守護神・ボディーガード 進藤輝                     | 1                                                 | 寺脇康文                     | -                 | 友澤晃一                          | 松田礼人   | アズバーズ            |
| 201  | 6月18日  | 世田谷駐在刑事                                    | 1                                                 | 哀川翔                       | 濱嘉之            | 安井国穂                          | 村松弘之   | 東阪企画              |
| 202  | 6月25日  | 美食カメラマン 星井裕の事件簿                     | 3                                                 | 髙嶋政伸                     | 柏木圭一郎        | 小谷暢亮                          | 合月勇     | ユニオン映画          |
| 203  | 7月2日   | 警視庁南平班〜七人の刑事〜                        | 5                                                 | 村上弘明                     | 鳥羽亮            | 林誠人 小杉晶子                   | 中前勇児   | スイート・ベイジル    |
| 204  | 7月30日  | 財務捜査官 雨宮瑠璃子                             | 7                                                 | 浅野ゆう子                   | -                 | 深沢正樹                          | 伊藤寿浩   | FINE                  |
| 205  | 8月6日   | 船上パーサー 氷室夏子 豪華フェリー殺人事件        | 船上パーサー 氷室夏子 豪華フェリー殺人事件        | 戸田恵子                     | -                 | 藤森いずみ                        | 梶間俊一   | テレパック            |
| 206  | 8月13日  | 新・示談交渉人 裏ファイル                         | 2                                                 | 高畑淳子                     | 柳原三佳 浦野道行 | 金谷祐子                          | 中前勇児   | Joker                 |
| 207  | 8月20日  | 山岳刑事                                          | 1                                                 | 徳重聡                       | 梓林太郎          | 吉川次郎                          | 水谷俊之   | テレパック            |
| 208  | 8月27日  | 釣り刑事                                          | 3                                                 | 中村梅雀                     | -                 | 入江信吾                          | 皆川智之   | G・カンパニー         |
| 209  | 9月3日   | 浅見光彦シリーズ                                  | 31                                                | 沢村一樹                     | 内田康夫          | 石原武龍                          | 村上牧人   | テレパック            |
| 210  | 9月10日  | 漬けモノ学者・竹之内春彦 京都殺人100選            | 漬けモノ学者・竹之内春彦 京都殺人100選            | 中村雅俊                     | 秋月達郎          | ブラジリィー・アン・山田 長江俊和 | 長江俊和   | 泉放送制作            |
| 211  | 10月15日 | ダブルフェイス                                    | 1                                                 | 西島秀俊                     | -                 | 羽原大介                          | 羽住英一郎 | WOWOW                 |
| 212  | 10月22日 | 十津川警部シリーズ                                | 48                                                | 渡瀬恒彦                     | 西村京太郎        | 土屋保文                          | 新村良二   | テレパック            |
| 213  | 10月29日 | 上条麗子の事件推理                                | 10                                                | 眞野あずさ                   | -                 | 外村朋子                          | 津崎敏喜   | TSP                   |
| 214  | 11月5日  | 遺品整理人 谷崎藍子                               | 3                                                 | 高畑淳子                     | -                 | 清水有生                          | 藪内広之   | 毎日放送              |
| 215  | 11月12日 | 税務調査官・窓際太郎の事件簿                      | 24                                                | 小林稔侍                     | -                 | 土屋六郎                          | 山崎康生   | Joker                 |
| 216  | 11月19日 | 狩矢警部シリーズ                                  | 12                                                | 船越英一郎                   | 山村美紗          | 深沢正樹                          | 藤岡浩二郎 | 東映                  |
| 217  | 11月26日 | ヤメ刑探偵 加賀美塔子                             | 2                                                 | 片平なぎさ                   | -                 | 扇澤延男                          | 国本雅広   | ケイファクトリー      |
| 218  | 12月3日  | さすらいのプラチナワゴン 歌手・美波丈太朗の事件簿 | さすらいのプラチナワゴン 歌手・美波丈太朗の事件簿 | 里見浩太朗                   | -                 | 池田政之                          | 金澤克次   | C.A.L                 |
| 219  | 12月10日 | 赤かぶ検事奮戦記                                  | 4                                                 | 中村梅雀                     | 和久峻三          | 田村恵                            | 石原興     | 松竹                  |
| 220  | 12月17日 | 緑川警部シリーズ                                  | 3                                                 | 西岡德馬                     | -                 | 今井詔二                          | 松本健     | 国際放映              |
| 221  | 12月24日 | 警視庁機動捜査隊216                               | 3                                                 | 沢口靖子                     | -                 | 安井国穂                          | 児玉宜久   | ユニオン映画          |

### 2013年
| 回数 | 放送日   | タイトル                             | 話数                             | 主演         | 原作              | 脚本            | 監督         | 制作                   |
| ---- | -------- | ------------------------------------ | -------------------------------- | ------------ | ----------------- | --------------- | ------------ | ---------------------- |
| 222  | 1月7日   | 警視庁心理捜査官・明日香             | 3                                | 泉ピン子     | 黒崎視音          | 西岡琢也        | 吉川一義     | 近代映画協会           |
| 223  | 1月14日  | 松本清張没後20年スペシャル・寒流     | 松本清張没後20年スペシャル・寒流 | 椎名桔平     | 松本清張          | 長坂秀佳        | 生野慈朗     | BS-TBS                 |
| 224  | 1月21日  | 十津川警部シリーズ                   | 49                               | 渡瀬恒彦     | 西村京太郎        | 平林幸恵        | 山内宗信     | テレパック             |
| 225  | 1月28日  | 捜査指揮官 水城さや                  | 1                                | 小池栄子     | -                 | 安井国穂        | 児玉宜久     | ユニオン映画           |
| 226  | 2月4日   | 女医・早乙女美砂 ガラスの階段        | 女医・早乙女美砂 ガラスの階段    | 真矢みき     | -                 | 高木凛          | 松本健       | テレパック             |
| 227  | 2月18日  | 京都殺人授業                         | 京都殺人授業                     | 橋爪功       | -                 | 西岡琢也        | 黒沢直輔     | 東映                   |
| 228  | 2月25日  | 浅見光彦シリーズ                     | 32                               | 速水もこみち | 内田康夫          | 石原武龍        | 村上牧人     | テレパック             |
| 229  | 3月4日   | おふくろ先生の診療日記               | 5                                | 泉ピン子     | -                 | 関根俊夫        | 竹園元       | 毎日放送 ドリマックス  |
| 230  | 4月1日   | 刑事シュート しゅうと&ムコの事件日誌 | 4                                | 北大路欣也   | -                 | 安井国穂        | 長尾啓司     | ホリプロ               |
| 231  | 4月8日   | 警視庁南平班〜七人の刑事〜           | 6                                | 村上弘明     | 鳥羽亮            | 林誠人 小杉晶子 | 中前勇児     | スイート・ベイジル     |
| 232  | 4月15日  | 探偵 左文字進                        | 16                               | 水谷豊       | 西村京太郎        | 横澤丈二        | 池澤辰也     | テレパック             |
| 233  | 4月22日  | 猫弁シリーズ                         | 2                                | 吉岡秀隆     | 大山淳子          | 大山淳子        | 北川雅一     | ドリマックス           |
| 234  | 5月13日  | 駅弁刑事・神保徳之助                 | 7                                | 小林稔侍     | -                 | 深沢正樹        | 上野貴弘     | Joker                  |
| 235  | 5月20日  | 家庭教師が解く!                      | 1                                | 菊川怜       | -                 | 安井国穂        | 岡田寧       | オスカープロモーション |
| 236  | 6月10日  | 特捜弁護士・橘竜太郎 雪冤の旅        | 特捜弁護士・橘竜太郎 雪冤の旅    | 吉田栄作     | 姉小路祐          | 土屋保文        | 吉川一義     | 劇団俳優座             |
| 237  | 6月17日  | 血痕 警科研・湯川愛子の鑑定ファイル  | 4                                | 竹下景子     | 坂井活子 坂田義和 | 小木曽豊斗      | 堀川とんこう | 東阪企画               |
| 238  | 6月24日  | オバベン -京都ふたりの女弁護士-      | 1                                | 羽田美智子   | -                 | 瀧川晃代        | 山下智彦     | 東映                   |
| 239  | 7月1日   | 魔性の群像 刑事・森崎慎平            | 1                                | 小泉孝太郎   | 森村誠一          | 石原武龍 宮崎健 | 中野昌宏     | 劇団俳優座             |
| 240  | 7月8日   | 警視・深町征爾                       | 2                                | 舘ひろし     | -                 | 大川俊道        | 村田忍       | ニューウェーヴ         |
| 241  | 7月15日  | 税務調査官・窓際太郎の事件簿         | 25                               | 小林稔侍     | -                 | 土屋六郎        | 山崎康生     | Joker                  |
| 242  | 7月22日  | 守護神・ボディーガード 進藤輝        | 2                                | 寺脇康文     | -                 | 友澤晃一        | 松田礼人     | アズバーズ             |
| 243  | 7月29日  | 北海道警察                           | 2                                | 財前直見     | 佐々木譲          | 土屋保文        | 小久保利己   | スイート・ベイジル     |
| 244  | 8月12日  | 制服捜査                             | 1                                | 内藤剛志     | 佐々木譲          | 峯尾基三        | 金佑彦       | 東映                   |
| 245  | 8月19日  | 警視庁鑑識課〜南原幹司の鑑定〜       | 3                                | 中村雅俊     | -                 | 下村優 松井信幸 | 下村優       | アズバーズ             |
| 246  | 8月26日  | ホームドクター・神村愛               | 2                                | 市原悦子     | -                 | 西岡琢也        | 黒沢直輔     | 大映テレビ             |
| 247  | 9月2日   | 縁側刑事                             | 1                                | 藤竜也       | -                 | 篠原高志        | 錦信次       | IVSテレビ制作          |
| 248  | 9月9日   | 十津川警部シリーズ                   | 50                               | 渡瀬恒彦     | 西村京太郎        | 佐伯俊道        | 池澤辰也     | テレパック             |
| 249  | 9月16日  | 浅見光彦シリーズ                     | 33                               | 速水もこみち | 内田康夫          | 石原武龍        | 村上牧人     | テレパック             |
| 250  | 9月30日  | 釣り刑事                             | 4                                | 中村梅雀     | -                 | 入江信吾        | 皆川智之     | G・カンパニー          |
| 251  | 10月7日  | 信濃のコロンボ                       | 1                                | 寺脇康文     | 内田康夫          | 穴吹一朗        | 中前勇児     | ジニアス               |
| 252  | 10月21日 | イソベン・里村タマミの事件簿         | 2                                | 沢口靖子     | 夏樹静子          | 松本美弥子      | 竹安正嗣     | 東阪企画               |
| 253  | 11月4日  | おふくろ先生の診療日記               | 6                                | 泉ピン子     | -                 | 関根俊夫        | 竹園元       | 毎日放送 ドリマックス  |
| 254  | 12月9日  | SRO 警視庁広域捜査専任特別調査室     | SRO 警視庁広域捜査専任特別調査室 | 木村佳乃     | 富樫倫太郎        | 川嶋澄乃        | 佐々木章光   | テレパック             |
| 255  | 12月16日 | 恋                                   | 恋                               | 石原さとみ   | 小池真理子        | 源孝志          | 源孝志       | ホリプロ               |

### 2014年
| 回数 | 放送日   | タイトル                              | 話数                          | 主演         | 原作              | 脚本            | 監督         | 制作                   |
| ---- | -------- | ------------------------------------- | ----------------------------- | ------------ | ----------------- | --------------- | ------------ | ---------------------- |
| 256  | 1月6日   | 捜査指揮官 水城さや                   | 2                             | 小池栄子     | -                 | 安井国穂        | 児玉宜久     | ユニオン映画           |
| 257  | 1月13日  | 十津川警部シリーズ                    | 51                            | 渡瀬恒彦     | 西村京太郎        | 平林幸恵        | 舩橋淳       | テレパック             |
| 258  | 1月20日  | 遺品整理人 谷崎藍子                   | 4                             | 高畑淳子     | -                 | 清水有生        | 藪内広之     | 毎日放送               |
| 259  | 1月27日  | ツインズ 早乙女兄弟の推理日誌         | ツインズ 早乙女兄弟の推理日誌 | 小日向文世   | -                 | 奥村俊雄        | 中前勇児     | 大映テレビ             |
| 260  | 2月3日   | 刑事夫婦                              | 1                             | 鈴木砂羽     | -                 | 金井寛          | 堀場正仁     | 大映テレビ             |
| 261  | 2月24日  | 税務調査官・窓際太郎の事件簿          | 26                            | 小林稔侍     | -                 | 土屋六郎        | 山崎康生     | Joker                  |
| 262  | 3月3日   | 狩矢警部シリーズ                      | 13                            | 船越英一郎   | 山村美紗          | 深沢正樹        | 藤岡浩二郎   | 東映                   |
| 263  | 3月17日  | 産科医・和泉凛 生と死のカルテ         | 産科医・和泉凛 生と死のカルテ | 黒木瞳       | 神咲命            | 西井史子        | 阿部雄一     | 大野木オフィス         |
| 264  | 4月7日   | 世田谷駐在刑事                        | 2                             | 哀川翔       | 濱嘉之            | 安井国穂        | 坂梨公紀     | 東阪企画               |
| 265  | 4月14日  | 世直し公務員ザ・公証人                | 11                            | 渡瀬恒彦     | -                 | 金谷祐子        | 増田天平     | オセロット             |
| 266  | 4月21日  | 新・示談交渉人 裏ファイル             | 3                             | 高畑淳子     | 柳原三佳 浦野道行 | 金谷祐子        | 伊藤寿浩     | Joker                  |
| 267  | 4月28日  | 湯けむりバスツアー 桜庭さやかの事件簿 | 5                             | 萬田久子     | -                 | 坂田義和        | 新村良二     | MMJ                    |
| 268  | 5月5日   | 駅弁刑事・神保徳之助                  | 8                             | 小林稔侍     | -                 | 深沢正樹        | 上野貴弘     | Joker                  |
| 269  | 5月19日  | 隣の女                                | 隣の女                        | 一路真輝     | 佐野洋            | 黒土三男        | 清弘誠       | -                      |
| 270  | 5月26日  | ヤメ判 新堂謙介 殺しの事件簿          | 3                             | 橋爪功       | -                 | 田辺満          | 神山征二郎   | オセロット             |
| 271  | 6月2日   | 警視庁南平班〜七人の刑事〜            | 7                             | 村上弘明     | 鳥羽亮            | 林誠人          | 中前勇児     | スイート・ベイジル     |
| 272  | 6月9日   | 守護神・ボディーガード 進藤輝         | 3                             | 寺脇康文     | -                 | 友澤晃一        | 松田礼人     | アズバーズ             |
| 273  | 6月16日  | 警視庁心理捜査官・明日香              | 4                             | 泉ピン子     | 黒崎視音          | 西岡琢也        | 吉川一義     | 近代映画協会           |
| 274  | 6月23日  | 芸者弁護士 藤波清香                   | 芸者弁護士 藤波清香           | 高島礼子     | 和久峻三          | 尾西兼一        | 藤嘉行       | C.A.L                  |
| 275  | 6月30日  | 魔性の群像 刑事・森崎慎平             | 2                             | 小泉孝太郎   | 森村誠一          | 石原武龍 宮崎健 | 中野昌宏     | 劇団俳優座             |
| 276  | 7月7日   | 弁護士高見沢響子                      | 12                            | 市原悦子     | -                 | 竹山洋          | 堀川とんこう | 東阪企画               |
| 277  | 7月21日  | 財務捜査官 雨宮瑠璃子                 | 8                             | 浅野ゆう子   | -                 | 深沢正樹        | 伊藤寿浩     | FINE                   |
| 278  | 7月28日  | 税務調査官・窓際太郎の事件簿          | 27                            | 小林稔侍     | -                 | 土屋六郎        | 山崎康生     | Joker                  |
| 279  | 8月4日   | 居酒屋もへじ                          | 3                             | 水谷豊       | -                 | 黒土三男        | 清弘誠       | -                      |
| 280  | 8月11日  | 捜し屋★諸星光介が走る!                | 7                             | 船越英一郎   | -                 | 外村朋子        | 山田大樹     | 東宝                   |
| 281  | 8月18日  | 女取調官                              | 3                             | 賀来千香子   | 笹沢左保          | 扇澤延男        | 岡屋龍一     | TSP                    |
| 282  | 9月1日   | 女タクシードライバーの事件日誌        | 7                             | 余貴美子     | -                 | 谷慶子          | 権野元       | ノアズ                 |
| 283  | 9月8日   | 警視庁機動捜査隊216                   | 4                             | 沢口靖子     | -                 | 安井国穂 西澤悟 | 児玉宜久     | ユニオン映画           |
| 284  | 10月20日 | 十津川警部シリーズ                    | 53                            | 渡瀬恒彦     | 西村京太郎        | 平林幸恵        | 池澤辰也     | テレパック             |
| 285  | 10月27日 | 釣り刑事                              | 5                             | 中村梅雀     | -                 | 入江信吾        | 皆川智之     | G・カンパニー          |
| 286  | 11月3日  | 北海道警察                            | 3                             | 財前直見     | 佐々木譲          | 土屋保文        | 小久保利己   | スイート・ベイジル     |
| 287  | 11月10日 | 家庭教師が解く!                       | 2                             | 菊川怜       | -                 | 安井国穂        | 岡田寧       | オスカープロモーション |
| 288  | 11月17日 | 浅見光彦シリーズ                      | 34                            | 速水もこみち | 内田康夫          | 石原武龍        | 村上牧人     | テレパック             |
| 289  | 11月24日 | 信濃のコロンボ                        | 2                             | 寺脇康文     | 内田康夫          | 穴吹一朗        | 中前勇児     | ジニアス               |
| 290  | 12月1日  | 全盲の僕が弁護士になった理由          | 全盲の僕が弁護士になった理由  | 松坂桃李     | 大胡田誠          | 尾崎将也        | 鈴木浩介     | テレパック             |
| 291  | 12月8日  | 新・示談交渉人 裏ファイル             | 4                             | 高畑淳子     | 柳原三佳 浦野道行 | 金谷祐子        | 中前勇児     | Joker                  |
| 292  | 12月15日 | 検事霧島三郎                          | 検事霧島三郎                  | 柳葉敏郎     | 高木彬光          | 伴一彦          | 生野慈朗     | FINE                   |
| 293  | 12月22日 | 狩矢警部シリーズ                      | 14                            | 船越英一郎   | 山村美紗          | 深沢正樹        | 藤岡浩二郎   | 東映                   |

### 2015年
| 回数 | 放送日   | タイトル                                             | 話数                                             | 主演              | 原作                     | 脚本                           | 監督                         | 制作                   |
| ---- | -------- | ---------------------------------------------------- | ------------------------------------------------ | ----------------- | ------------------------ | ------------------------------ | ---------------------------- | ---------------------- |
| 294  | 1月26日  | 税務調査官・窓際太郎の事件簿                         | 28                                               | 小林稔侍          | -                        | 土屋六郎                       | 山崎康生                     | Joker                  |
| 295  | 2月2日   | 赤かぶ検事奮戦記                                     | 5                                                | 中村梅雀          | 和久峻三                 | 田村恵                         | 石原興                       | 松竹                   |
| 296  | 2月9日   | 女流ミステリー作家 薬師寺叡子 京都殺人ダイアリー     | 女流ミステリー作家 薬師寺叡子 京都殺人ダイアリー | 財前直見          | -                        | 高橋麻紀                       | 森嶋正也                     | 大映テレビ             |
| 297  | 3月2日   | 刑事シュート しゅうと&ムコの事件日誌                 | 5                                                | 北大路欣也        | -                        | 安井国穂                       | 長尾啓司                     | ホリプロ               |
| 298  | 3月9日   | 新 法廷荒らし 猪狩文助                               | 新 法廷荒らし 猪狩文助                           | 柄本明            | 和久峻三                 | 田辺満                         | 水谷俊之                     | 国際放映               |
| 299  | 3月23日  | 世直し公務員ザ・公証人                               | 12                                               | 渡瀬恒彦          | -                        | 金谷祐子                       | 神山征二郎                   | オセロット             |
| 300  | 4月6日   | おふくろ先生の診療日記                               | 6                                                | 泉ピン子          | -                        | 李正姫                         | 竹園元                       | 毎日放送 ドリマックス  |
| 301  | 4月13日  | 十津川警部シリーズ                                   | 54                                               | 渡瀬恒彦          | 西村京太郎               | 山田耕大                       | 松本健                       | テレパック             |
| 302  | 4月27日  | 縁側刑事                                             | 2                                                | 藤竜也            | -                        | 篠原高志                       | 錦信次                       | IVSテレビ制作          |
| 303  | 5月11日  | 駅弁刑事・神保徳之助                                 | 9                                                | 小林稔侍          | -                        | 深沢正樹                       | 上野貴弘                     | Joker                  |
| 304  | 5月18日  | 釣り刑事                                             | 5                                                | 中村梅雀          | -                        | 入江信吾                       | 皆川智之                     | G・カンパニー          |
| 305  | 5月25日  | 捜査指揮官 水城さや                                  | 3                                                | 小池栄子          | -                        | 安井国穂                       | 児玉宜久                     | ユニオン映画           |
| 306  | 6月1日   | 伝説の監察医 オニグマの事件簿                        | 2                                                | 市村正親          | -                        | 深沢正樹                       | 麻生学                       | ホリプロ               |
| 307  | 6月15日  | スクープ 遊軍記者・布施京一                          | スクープ 遊軍記者・布施京一                      | 上川隆也          | 今野敏                   | 安井国穂 浅野敦也              | 山本剛義                     | ドリマックス           |
| 308  | 6月29日  | 水戸黄門スペシャル                                   | 水戸黄門スペシャル                               | 里見浩太朗        | -                        | 尾西兼一                       | 吉川一義                     | C.A.L                  |
| 309  | 7月6日   | 松本清張サスペンス・影の地帯                         | 松本清張サスペンス・影の地帯                     | 谷原章介          | 松本清張                 | 香坂隆史                       | 倉貫健二郎                   | ドリマックス           |
| 310  | 7月13日  | 守護神・ボディーガード 進藤輝                        | 3                                                | 寺脇康文          | -                        | 友澤晃一                       | 松田礼人                     | アズバーズ             |
| 311  | 7月20日  | 税務調査官・窓際太郎の事件簿                         | 29                                               | 小林稔侍          | -                        | 土屋六郎                       | 山崎康生                     | Joker                  |
| 312  | 7月27日  | 遺品整理人 谷崎藍子                                  | 5                                                | 高畑淳子          | 清水有生                 | 本多百合 菱田シンヤ            | 藪内広之                     | 毎日放送               |
| 313  | 8月3日   | 警視庁南平班〜七人の刑事〜                           | 8                                                | 村上弘明          | 鳥羽亮                   | 小杉晶子                       | 中前勇児                     | スイート・ベイジル     |
| 314  | 8月10日  | 世田谷駐在刑事                                       | 3                                                | 哀川翔            | 濱嘉之                   | 安井国穂 藤原健彦              | 坂梨公紀                     | 東阪企画               |
| 315  | 8月31日  | SP 八剱貴志                                          | SP 八剱貴志                                      | 舘ひろし          | -                        | 武井彩                         | 村田忍                       | オスカープロモーション |
| 316  | 9月7日   | ヤメ刑探偵 加賀美塔子                                | 3                                                | 片平なぎさ        | -                        | 扇澤延男                       | 国本雅広                     | ケイファクトリー       |
| 317  | 9月14日  | 湯けむりバスツアー 桜庭さやかの事件簿                | 6                                                | 萬田久子          | -                        | 坂田義和                       | 新村良二                     | MMJ                    |
| 318  | 9月21日  | 北海道警察                                           | 4                                                | 財前直見          | 佐々木譲                 | 土屋保文                       | 小久保利己                   | スイート・ベイジル     |
| 319  | 11月9日  | 魔性の群像 刑事・森崎慎平                            | 3                                                | 小泉孝太郎        | 森村誠一                 | 石原武龍 宮崎健                | 中野昌宏                     | 劇団俳優座             |
| 320  | 11月30日 | このミステリーがすごい! ベストセラー作家からの挑戦状 | 2                                                | 樹木希林 又吉直樹 | 中山七里 喜多喜久 降田天 | 大北はるか 大谷健太郎 浅野妙子 | 石井康晴 大谷健太郎 小林義則 | -                      |
| 321  | 12月7日  | 狩矢警部シリーズ                                     | 15                                               | 船越英一郎        | 山村美紗                 | 深沢正樹                       | 藤岡浩二郎                   | 東映                   |
| 322  | 12月21日 | 警視庁機動捜査隊216                                  | 5                                                | 沢口靖子          | -                        | 安井国穂 村川康敏              | 児玉宜久                     | ユニオン映画           |

### 2016年
| 回数 | 放送日  | タイトル                        | 話数                          | 主演         | 原作     | 脚本     | 監督     | 制作                   |
| ---- | ------- | ------------------------------- | ----------------------------- | ------------ | -------- | -------- | -------- | ---------------------- |
| 323  | 2月1日  | 制服捜査                        | 2                             | 内藤剛志     | 佐々木譲 | 峯尾基三 | 金佑彦   | 東映                   |
| 324  | 2月15日 | 銭の捜査官 西カネ子             | 1                             | 真矢ミキ     | 萩生田勝 | 関えり香 | 村松弘之 | オスカープロモーション |
| 325  | 2月22日 | 検察事務官 黒ユリ               | 検察事務官 黒ユリ             | 岡江久美子   | -        | 今井詔二 | 松本健   | 大映テレビ             |
| 326  | 2月29日 | オバベン -京都ふたりの女弁護士- | 2                             | 羽田美智子   | -        | 瀧川晃代 | 山下智彦 | 東映                   |
| 327  | 3月7日  | 刑事夫婦                        | 2                             | 鈴木砂羽     | -        | 金井寛   | 堀場正仁 | 大映テレビ             |
| 328  | 3月14日 | 民間科捜研 桐野真衣の殺人鑑定   | 民間科捜研 桐野真衣の殺人鑑定 | 国仲涼子     | 秦建日子 | 秦建日子 | 村松弘之 | 東宝                   |
| 329  | 3月28日 | 浅見光彦シリーズ                | 35                            | 速水もこみち | 内田康夫 | 石原武龍 | 村上牧人 | テレパック             |

## 月曜21時から23時枠の変遷

### 現タイトルになるまで
- 1969年秋の改編以降、この枠は『月曜ロードショー』として、週替わりで映画（主に洋画）を放送していた。その後、1987年10月改編で、22時台に長時間ニュース番組『ニュース22プライムタイム』が始まった際、21時台は単に連続ドラマ枠を放送していた。
- そして2年後の1989年10月、長時間ニュース番組が『筑紫哲也 NEWS23』（現在の『NEWS23』）となって23時台へ移動、特に奥様向けやサスペンス・ホラーのドラマが中心の作品を放送する『月曜ドラマスペシャル』がこの枠で始まり、2001年4月から『月曜ミステリー劇場』に改題した。

### 現タイトルになってから
- 前述のとおり2007年以降に入った当初、平均視聴率が常時12%前後（ビデオリサーチ調べ、関東地区・世帯・リアルタイム。以下略）をキープしており内容によってはまれに15%以上の数字を出すことも珍しくなかった（ちなみに映画としての最高視聴率は2009年9月21日放送の「おくりびと」の21.7%【現タイトルになってからスポーツ特番等の番組を除き、初の20%越えとなった】。また、ドラマとしての最高視聴率は2007年2月12日放送の『月曜ゴールデンSP・和田アキ子殺人事件』の18.5%【ビデオリサーチ・関東地区。】）。
- かつては番組を休止する週も多く、当初は『月曜ゴールデン』の枠内にもかかわらず、格闘技などのスポーツ番組の中継が入ることがあった。このような傾向は少なくなってきたものの、ごくまれに同枠に含まれない単発のドキュメンタリー番組やバラエティー番組が入ることがある。このようなことがあることから、以前の『水曜プレミア』やフジテレビの『土曜プレミアム』にほぼ近いスタイルで放送することもあった。しかし2011年よりごく一部の作品[注 4]を除きミステリー・ホラー・サスペンス系のドラマ以外は原則放送をしない方針に転換された。さらに、2012年4月から2014年3月までは水曜プレミアシネマ→水曜プレミア（第二期）が放送されていたためこの枠での映画放送が一時消滅していた。
- 系列の準キー局である毎日放送（MBS）制作のドラマ作品も年2～3回本枠で放送される。TBSの制作枠であるため、TBSとの共同製作としての扱いで、製作局クレジットもMBSとTBSの両社を併記する形を採る[注 5]。番組送出・スポンサーセールスもTBSが担当する。
- ミステリー・ホラー・サスペンス系のドラマでは再放送も行われており、地上波系列各局のほか、BS-TBS、CS放送のTBSチャンネルでも放送される。なお、再放送の場合でも『月曜ゴールデン』のタイトルのままで放送される。本番組の再放送でも地上波（一部地域を除く）・BS・CSを問わず字幕放送を行なっている。
- 初回放送では、『春の特別ロードショー「釣りバカ日誌12 史上最大の有給休暇」』が放送された。
- 2008年4月28日放送の「世直し公務員 ザ・公証人7」では番組開始以来、初めて副音声解説放送を実施（地上デジタル放送のみ。ただし、ワンセグでは実施されない。）。副音声解説のテロップはTBSから「HVハイビジョン制作・字幕放送」と同様、ネット送出で出している（アナログでは一部地域で実施されていない北海道でもデジタル放送で受信可能であるため）。
- 2008年6月9日に放送予定の「森村誠一サスペンス7『時』」が、前日（8日）正午過ぎに発生した秋葉原通り魔事件の影響で9月15日に延期となり、急遽映画『NANA』に差し替えとなった。その余波で23:14までの拡大放送となった。これが2008年度の最初の映画作品になった。
- 2008年9月1日放送の映画『嫌われ松子の一生』は、放送中に福田康夫内閣総理大臣（当時）の辞任会見（ニュース特報）が入り、途中で急遽休止になった。12月22日に延期されたが、後述の筑紫哲也追悼特集が編成された影響で『初恋』が押し出される形で編成されたため、延期分も中止され、月曜ゴールデン枠外の2009年3月23日（TBS）以降、順次放送されることになった。
- 2008年12月8日・15日放送分は2週に渡り、同年11月7日に亡くなった筑紫哲也の追悼特集として「筑紫哲也さん×昭和史特別アンコール」が放送された。
- 2008年12月22日放送分は三億円事件を題材にした映画『昭和事件史スペシャル 「初恋」』が、翌週の29日は映画『恋空』がそれぞれ放送された。
- 2009年3月2日放送分は2009年度としては最初となる映画『チーム・バチスタの栄光』が放送された。
- 2009年3月16日放送分は、放送当日になって急遽ワールド・ベースボール・クラシックの日本代表戦の特番を放送する事になり、放送予定だった『十津川警部シリーズ 飛騨高山に消えた女』のアンコール放送が中止され、翌週の3月23日も放送当日に日本代表がワールド・ベースボール・クラシック決勝進出を決めたため緊急特番を放送することになり、当初放送予定だった『税務調査官・窓際太郎の事件簿14』のアンコール放送も急遽中止となった。
  - その後、3月30日・4月6日も当初から休止したため、4月13日に4週間ぶり放送を再開。この日は「寝台特急殺人事件」が放送され、16.0%の高視聴率を記録した。
    - なお2009年3月30日からのTBS系の番組改編により、17:50 - 19:50放送の「総力報道!THE NEWS」スタートで手前の月曜夜8時枠の『パナソニック ドラマシアター（旧・ナショナル劇場）』が2時間に拡大された場合[注 6]、編成上の都合で当番組は22時から23時19分の79分短縮版として放送され、以降の番組は通常の月曜日より25分ずつ遅れて順次放送される。その場合の月曜ゴールデンはドラマではなく同枠に全く含まれない単発のバラエティー番組[注 7]、または単発のドキュメンタリー番組などが放送される。
- 2009年8月10日放送分は終戦64年企画としてドラマパートを交えたドキュメンタリー『シリーズ激動の昭和 最後の赤紙配達人 〜悲劇の"召集令状" 64年目の真実〜』が放送された。
- 2009年9月21日放送分は映画『おくりびと』が放送された（視聴率は上記を参照）。
- 2009年9月28日放送分『十津川警部シリーズ42 九州ひなの国殺人ルート』、2009年10月5日放送分『浅見光彦シリーズ28 高千穂伝説殺人事件〜歌わない笛』は、20:00 - 22:54の時間で、3時間スペシャルとして放送した。
- 2010年11月29日放送予定の『特別企画 大韓航空機爆破23年目の真実』が、11月23日に発生した延坪島砲撃事件の影響で、『女タクシードライバーの事件日誌5』に変更された。この特別企画は12月13日に放送された[2][3]。
  - 本番組開始冒頭にもTBSのマスター送出のテロップから「字幕」のテロップに続き、内容変更のおことわりと『「TBS 月曜ゴールデン」で検索』という旨のテロップが表示された。
- 2013年3月11日は女子サッカーアルガルベカップ「日本VSデンマーク」の中継のため月曜ゴールデンの番組自体そのものが休止となった。
- 同年3月18日はこの日10:00に行われたワールド・ベースボール・クラシック 日本代表試合ダイジェストを放送する事になり、当初放送を予定していた「警視庁鑑識課 〜南原幹司の鑑定3〜」は急遽中止し、当作品は8月19日に延期。
  - さらに、3月25日には「あなたが聴きたい歌の4時間スペシャル」を放送する為休止。3月4日の放送後、3週連続して休止となった。
- 2013年4月より不定期で「テレビ未来遺産」を当枠[注 8]を放送する日があり、その時は「月曜ゴールデン」としての放送は休止扱いとなっている。
- 2015年11月16日は、「オバベン2-京都ふたりの女弁護士-」を放送する予定を組んでいたが、2015 WBSCプレミア12準々決勝に、野球日本代表が進出することが決定（相手は野球プエルトリコ代表）したことから、あらかじめ前座の番組枠を含む19:00-22:54までの4時間枠（試合延長時は試合終了まで放送）で、当番組とは別枠の特番扱いで放送することになったため、急遽中止となり、当作品は2016年2月29日に延期となった。[注 9]

## ネット局と放送時間
| 放送対象地域  | 放送局                    | 系列    | 放送日時                 |
| 関東広域圏    | TBSテレビ（TBS）          | TBS系列 | 月曜 21時00分 - 22時54分 |
| 北海道        | 北海道放送（HBC）         | TBS系列 | 月曜 21時00分 - 22時54分 |
| 青森県        | 青森テレビ（ATV）         | TBS系列 | 月曜 21時00分 - 22時54分 |
| 岩手県        | IBC岩手放送（IBC）        | TBS系列 | 月曜 21時00分 - 22時54分 |
| 宮城県        | 東北放送（TBC）           | TBS系列 | 月曜 21時00分 - 22時54分 |
| 山形県        | テレビユー山形（TUY）     | TBS系列 | 月曜 21時00分 - 22時54分 |
| 福島県        | テレビユー福島（TUF）     | TBS系列 | 月曜 21時00分 - 22時54分 |
| 山梨県        | テレビ山梨（UTY）         | TBS系列 | 月曜 21時00分 - 22時54分 |
| 新潟県        | 新潟放送（BSN）           | TBS系列 | 月曜 21時00分 - 22時54分 |
| 長野県        | 信越放送（SBC）           | TBS系列 | 月曜 21時00分 - 22時54分 |
| 静岡県        | 静岡放送（SBS）           | TBS系列 | 月曜 21時00分 - 22時54分 |
| 富山県        | チューリップテレビ（TUT） | TBS系列 | 月曜 21時00分 - 22時54分 |
| 石川県        | 北陸放送（MRO）           | TBS系列 | 月曜 21時00分 - 22時54分 |
| 中京広域圏    | CBCテレビ（CBC）          | TBS系列 | 月曜 21時00分 - 22時54分 |
| 近畿広域圏    | 毎日放送（MBS）           | TBS系列 | 月曜 21時00分 - 22時54分 |
| 鳥取県 島根県 | 山陰放送（BSS）           | TBS系列 | 月曜 21時00分 - 22時54分 |
| 岡山県 香川県 | 山陽放送（RSK）           | TBS系列 | 月曜 21時00分 - 22時54分 |
| 広島県        | 中国放送（RCC）           | TBS系列 | 月曜 21時00分 - 22時54分 |
| 山口県        | テレビ山口（tys）         | TBS系列 | 月曜 21時00分 - 22時54分 |
| 愛媛県        | あいテレビ（itv）         | TBS系列 | 月曜 21時00分 - 22時54分 |
| 高知県        | テレビ高知（KUTV）        | TBS系列 | 月曜 21時00分 - 22時54分 |
| 福岡県        | RKB毎日放送（RKB）        | TBS系列 | 月曜 21時00分 - 22時54分 |
| 長崎県        | 長崎放送（NBC）           | TBS系列 | 月曜 21時00分 - 22時54分 |
| 熊本県        | 熊本放送（RKK）           | TBS系列 | 月曜 21時00分 - 22時54分 |
| 大分県        | 大分放送（OBS）           | TBS系列 | 月曜 21時00分 - 22時54分 |
| 宮崎県        | 宮崎放送（MRT）           | TBS系列 | 月曜 21時00分 - 22時54分 |
| 鹿児島県      | 南日本放送（MBC）         | TBS系列 | 月曜 21時00分 - 22時54分 |
| 沖縄県        | 琉球放送（RBC）           | TBS系列 | 月曜 21時00分 - 22時54分 |